# Typhlocyba simlensis
Typhlocyba simlensis är en insektsart som beskrevs av Irena Dworakowska 1981. Typhlocyba simlensis ingår i släktet Typhlocyba och familjen dvärgstritar. Inga underarter finns listade i Catalogue of Life.